# Carissimo Luigi - Franco Simone canta Luigi Tenco
Carissimo Luigi - Franco Simone Canta Luigi Tenco è un album tributo, dedicato a Luigi Tenco, del cantautore italiano Franco Simone uscito nel 2016. Il titolo dell’album è anche una canzone che è il tributo personale di Franco Simone al giovane cantautore scomparso.

## Tracce
1. Io sì 4:05
2. Un giorno dopo l'altro, 3:03
3. Mi sono innamorato di te, 4:19
4. Angela, 2:57
5. Ciao amore, ciao, 3:21
6. Preghiera in gennaio, (Fabrizio De André) 3:57
7. Ho capito che ti amo, 3:19
8. Vedrai, vedrai, 5:10
9. Tu non hai capito niente, 4:19
10. Se stasera sono qui, 3:41
11. Lontano, lontano, 3:37
12. Carissimo Luigi, (Franco Simone) 4:02